# Brazil R/S
Brazil Rendering Systemは、3D Studio Max、Autodesk VIZおよびRhinoceros 3D用のプロプライエタリな商用プラグインであった。Steve BlackmonとScott Kirvanは、Blur StudioのR&Dチームで働いている間、Brazil R/Sの開発を開始し、Brazilを販売及びマーケティングするために会社SplutterFishを立ち上げた。高速なレイトレーシング及びグローバルイルミネーションを使用して、写実的レンダリングが可能であった。
これは、3DCGアーティストによって印刷、オンラインコンテンツ、放送ソリューション及び長編映画に使われた。主要な例には、「スター・ウォーズ エピソード3/シスの復讐」、「シン・シティ」、「スーパーマン リターンズ」及び「Mr.インクレディブル」がある。
2008年、SplutterfishはCaustic Graphicsに買収され、その後、2010年12月、Caustic GraphicsはImagination Technologiesに買収された。Imagination Technologiesは、事実上2012年5月14日にBrazilのEnd-of-lifeを発表した。

## Brazil 3.0
Brazil 3.0 betaは、OpenRLベースのレンダリングエンジンとして提示された。その後、Brazil 3.0 SDKは、PowerVR Brazil SDK 1.0へと改名された。このSDKは、レイトレアクセラレータであるCaustic Series2 R2100/R2500に対応していた。
このSDKは、Caustic Visualizer (Maya及びSketchUp用リアルタイムレンダリングプラグイン) とNeon (Rhinoceros 3D用ビューポートレンダリングプラグイン) で使用された。Caustic Visualizer for Maya及びR2100/R2500アクセラレータは2014年6月13日にEOLとなり、Caustic Visualizer for SketchUpは2015年3月23日にEOLとなった。

## Resin
2015年、汎用GPUを載せた新レイトレアクセラレータのPowerVR WizardがImagination Technologiesによりリリースされたものの、以前のOpenRLベースの技術はOpenGL ESベースのベンダー固有新レイトレAPIに置き換えられた。
新レイトレレンダラーとしてImagination TechnologiesによりResinが開発されたものの、それが外部に提供されるかは未定である。